# Timothy Fosu-Mensah
Timothy Evans Fosu-Mensah (Ámsterdam, 2 de enero de 1998) es un futbolista neerlandés que juega como defensa y se encuentra sin equipo tras abandonar el Bayer 04 Leverkusen.

## Trayectoria
Debutó como profesional el 28 de febrero de 2016 en Old Trafford, en la fecha 27 de la Premier League, ingresó en el minuto 55 por una lesión de Marcos Rojo, se enfrentó al Arsenal, equipo al que derrotaron 3 a 2, con un doblete de su compañero en juveniles Marcus Rashford.
Al partido siguiente, fue titular, jugó los 90 minutos contra Watford y ganaron 1 a 0.

## Selección nacional
Timothy ha sido parte de la selección de Países Bajos en las categorías juveniles sub-15, sub-16, sub-17, sub-19 y sub-21.
El 11 de octubre de 2014, debutó en una competición oficial con la selección, se enfrentó como titular a Finlandia en la fase de clasificación al Campeonato de Europa Sub-17 de la UEFA 2015 y ganaron 2 a 0. Luego sus rivales del grupo fueron Malta y Serbia, equipos que derrotaron 1 a 0 en cada partido.
Clasificaron como primeros del grupo y el 12 de marzo de 2015 comenzaron la Ronda Élite, contra Georgia, anotó su primer gol con Países Bajos, finalmente ganaron 2 a 0. Los dos restantes rivales, fueron Irlanda del Norte y Bélgica, selecciones con las que empataron. Quedaron en segundo puesto y clasificaron a la fase final, entre los mejores segundos puestos.
El 7 de mayo, jugaron el primer partido de la fase de grupos de la etapa final del Campeonato Europeo, su rival fue Irlanda, pero empataron sin goles. El 10 de mayo, jugaron contra Inglaterra, Timothy anotó un gol en contra pero finalmente empataron 1 a 1. Su último partido se llevó a cabo el 13 de mayo, se enfrentaron a Italia pero nuevamente empataron y quedaron en el tercer lugar del grupo, por lo que no clasificaron a octavos de final y fueron eliminados.
Fosu-Mensah fue titular en cada partido y el capitán de la selección, con el dorsal número 3.
Para el mes de septiembre, fue convocado a la selección sub-19, a pesar de dar un año de ventaja. Jugó dos partidos amistosos, contra Italia y Alemania, en los que empataron y perdieron respectivamente.
Su siguiente participación oficial se produjo el 7 de octubre de 2015, esta vez en la fase de clasificación al Campeonato de Europa Sub-19 de la UEFA 2016, se midieron ante Gibraltar y ganaron 9 a 0. Luego derrotaron 2 a 0 a Liechtenstein y finalmente empataron 1 a 1 con Francia, por lo que pasaron a la siguiente ronda, como segundos, debido a los goles a favor.
Volvió a jugar con la sub-19 en el Campeonato Europeo el 24 de marzo de 2016, se enfrentaron a Ucrania en el primer partido de la Ronda Élite y ganaron 3 a 2. Luego derrotaron a Irlanda del Norte por 1 a 0, finalmente empataron sin goles ante Polonia. Países Bajos clasificó a la fase final al terminar en primer lugar con 7 puntos de su grupo.

### Participaciones en categorías inferiores
| Competición                                                               | Sede         | Resultado      | Partidos | Goles |
| ------------------------------------------------------------------------- | ------------ | -------------- | -------- | ----- |
| Fase de clasificación para el Campeonato de Europa Sub-17 de la UEFA 2015 | Serbia       | Clasificó      | 3        | 0     |
| Ronda Élite para el Campeonato de Europa Sub-17 de la UEFA 2015           | Países Bajos | Clasificó      | 3        | 1     |
| Campeonato de Europa Sub-17 de la UEFA 2015                               | Bulgaria     | Fase de grupos | 3        | 0     |
| Fase de clasificación para el Campeonato de Europa Sub-19 de la UEFA 2016 | Francia      | Clasificó      | 3        | 0     |
| Ronda Élite para el Campeonato de Europa Sub-19 de la UEFA 2016           | Países Bajos | Clasificó      | 3        | 0     |
| Clasificación para la Eurocopa Sub-21 de 2017                             | Europa       | Fase de grupos | 1        | 0     |

## Estadísticas

### Clubes
Actualizado al último partido disputado el 23 de abril de 2023.
| Club                               | Div.          | Temporada     | Liga  | Liga  | Copas nacionales | Copas nacionales | Torneos internacionales | Torneos internacionales | Total | Total |
| Club                               | Div.          | Temporada     | Part. | Goles | Part.            | Goles            | Part.                   | Goles                   | Part. | Goles |
| ---------------------------------- | ------------- | ------------- | ----- | ----- | ---------------- | ---------------- | ----------------------- | ----------------------- | ----- | ----- |
| Manchester United F. C. Inglaterra | 1.ª           | 2015-16       | 8     | 0     | 2                | 0                | 0                       | 0                       | 10    | 0     |
| Manchester United F. C. Inglaterra | 1.ª           | 2016-17       | 4     | 0     | 3                | 0                | 4                       | 0                       | 11    | 0     |
| Crystal Palace F. C. Inglaterra    | 1.ª           | 2017-18       | 21    | 0     | 3                | 0                | —                       | —                       | 24    | 0     |
| Crystal Palace F. C. Inglaterra    | Total club    | Total club    | 21    | 0     | 3                | 0                | —                       | —                       | 24    | 0     |
| Fulham F. C. Inglaterra            | 1.ª           | 2018-19       | 12    | 0     | 1                | 0                | —                       | —                       | 13    | 0     |
| Fulham F. C. Inglaterra            | Total club    | Total club    | 12    | 0     | 1                | 0                | —                       | —                       | 13    | 0     |
| Manchester United F. C. Inglaterra | 1.ª           | 2019-20       | 3     | 0     | 1                | 0                | 2                       | 0                       | 6     | 0     |
| Manchester United F. C. Inglaterra | 1.ª           | 2020-21       | 1     | 0     | 0                | 0                | 2                       | 0                       | 3     | 0     |
| Manchester United F. C. Inglaterra | Total club    | Total club    | 16    | 0     | 6                | 0                | 8                       | 0                       | 30    | 0     |
| Bayer 04 Leverkusen · Alemania     | 1.ª           | 2020-21       | 6     | 0     | 1                | 0                | 0                       | 0                       | 7     | 0     |
| Bayer 04 Leverkusen · Alemania     | 1.ª           | 2021-22       | 6     | 0     | 0                | 0                | 2                       | 0                       | 8     | 0     |
| Bayer 04 Leverkusen · Alemania     | 1.ª           | 2022-23       | 11    | 0     | 0                | 0                | 4                       | 0                       | 15    | 0     |
| Bayer 04 Leverkusen · Alemania     | 1.ª           | 2023-24       | 0     | 0     | 0                | 0                | 0                       | 0                       | 0     | 0     |
| Bayer 04 Leverkusen · Alemania     | Total club    | Total club    | 23    | 0     | 1                | 0                | 6                       | 0                       | 30    | 0     |
| Total carrera                      | Total carrera | Total carrera | 72    | 0     | 11               | 0                | 14                      | 0                       | 97    | 0     |

### Selecciones
Actualizado al 26 de marzo de 2018.
Último partido citado: Chipre 1 - 4 Países Bajos
| Selección             | Temporada     | Continental | Continental | Mundial | Mundial | Amistosos | Amistosos | Total | Total |
| Selección             | Temporada     | Part.       | Goles       | Part.   | Goles   | Part.     | Goles     | Part. | Goles |
| --------------------- | ------------- | ----------- | ----------- | ------- | ------- | --------- | --------- | ----- | ----- |
| Sub-15 · Países Bajos | 2012-13       | -           | -           | -       | -       | 4         | 0         | 4     | 0     |
| Sub-15 · Países Bajos | Total sel.    | -           | -           | -       | -       | 4         | 0         | 4     | 0     |
| Sub-16 · Países Bajos | 2013-14       | -           | -           | -       | -       | 7         | 0         | 7     | 0     |
| Sub-16 · Países Bajos | Total sel.    | -           | -           | -       | -       | 7         | 0         | 7     | 0     |
| Sub-17 · Países Bajos | 2014-15       | 9           | 1           | -       | -       | 4         | 0         | 13    | 1     |
| Sub-17 · Países Bajos | Total sel.    | 9           | 1           | -       | -       | 4         | 0         | 13    | 1     |
| Sub-19 · Países Bajos | 2015-16       | 6           | 0           | -       | -       | 4         | 0         | 10    | 0     |
| Sub-19 · Países Bajos | Total sel.    | 6           | 0           | -       | -       | 4         | 0         | 10    | 0     |
| Sub-21 · Países Bajos | 2016-17       | 3           | -           | -       | -       | 0         | 0         | 3     | 0     |
| Sub-21 · Países Bajos | Total sel.    | 3           | 0           | -       | -       | 0         | 0         | 3     | 0     |
| Adulta · Países Bajos | 2017          | 0           | 0           | -       | -       | 1         | 0         | 1     | 0     |
| Adulta · Países Bajos | 2018          | 1           | 0           | -       | -       | 1         | 0         | 2     | 0     |
| Adulta · Países Bajos | Total sel.    | 1           | 0           | -       | -       | 2         | 0         | 3     | 0     |
| Total carrera         | Total carrera | 17          | 1           | -       | -       | 21        | 0         | 40    | 1     |

## Palmarés

### Campeonatos nacionales
| Título           | Club                    | País       | Año     |
| ---------------- | ----------------------- | ---------- | ------- |
| FA Cup           | Manchester United F. C. | Inglaterra | 2015-16 |
| Copa de la Liga  | Manchester United F. C. | Inglaterra | 2016-17 |
| Bundesliga       | Bayer 04 Leverkusen     | Alemania   | 2023-24 |
| Copa de Alemania | Bayer 04 Leverkusen     | Alemania   | 2023-24 |

### Campeonatos internacionales
| Título                 | Club                    | Sede  | Año     |
| ---------------------- | ----------------------- | ----- | ------- |
| Liga Europa de la UEFA | Manchester United F. C. | Solna | 2016-17 |

### Distinciones individuales
| Distinción                                                                     | Año  |
| ------------------------------------------------------------------------------ | ---- |
| Mejor defensa de la AEGON Future Cup (Ajax Sub-17)                             | 2014 |
| Parte de los 50 mejores jugadores del mundo para The Guardian (categoría 1998) | 2015 |